# کلرتیازید
کلرتیازید (به انگلیسی: Chlorothiazide) که با نام تجاری دیوریل در میان سایرین فروخته می‌شود، یک ترکیب آلی است که به عنوان ادرار آور و به عنوان یک ضد فشار خون استفاده می‌شود.
هم در محیط بیمارستان و هم برای استفاده شخصی برای مدیریت مایعات اضافی مرتبط با نارسایی احتقانی قلب کاربرد دارد. اغلب به شکل قرص، معمولاً یک یا دو بار در روز به صورت خوراکی مصرف می‌شود. در بخش آی‌سی‌یو، کلروتیازید برای ادرار کردن بیمار علاوه بر فوروزماید (لاسیکس) تجویز می‌شود. این دو دارو با مکانیسمی جدا از فوروزماید و جذب روده ای به عنوان یک سوسپانسیون بازسازی شده که از طریق لوله NG تجویز می‌شوند، یکدیگر را تقویت می‌کنند.

## موارد مصرف
- بالا بودن فشار خون، زیادی فشار خون
- نارسایی قلب به‌ویژه جهت کاهش فزونی پیش‌بار قلب در نارسایی احتقانی قلب

## مکانیسم اثر
دیورتیک‌های تیازیدی با مهار هم انتقالی سدیم-کلر در بخش صعودی قوس هنله و ابتدای توبول دیستال موجب افزایش دفع سدیم و نهایتاً افزایش ترشح ادرار می‌شوند. افزایش دفع ادرار با کاهش در حجم پلاسما، برون ده قلبی را کاهش داده و در نتیجه فشار خون کاهش می‌یابد.

## عوارض جانبی
مهم‌ترین عوارض جانبی این دیورتیکها هیپوکالمی است، سایر عوارض تهوع، سردرد و افزایش اسیداوریک ادرار.